# زكرياء علوي
زكرياء علوي هو لاعب كرة قدم مغربي سابق من مواليد 17 يونيو 1966، شارك مع المنتخب المغربي في كأس العالم لكرة القدم 1994.

## روابط خارجية
- زكرياء علوي على موقع الاتحاد الدولي (مؤرشف)  (الإنجليزية)
- زكرياء علوي على موقع قاعدة بيانات كرة القدم.إي يو (الإنجليزية)
- زكرياء علوي على موقع ناشيونال فوتبول تيمز (الإنجليزية)